# Simulium tobetsuense
Simulium tobetsuense är en tvåvingeart som beskrevs av Ono 1977. Simulium tobetsuense ingår i släktet Simulium och familjen knott. Inga underarter finns listade i Catalogue of Life.